# Палмер, Стив Джей
Стив Джей Палмер (англ. Steve J. Palmer) — американский актёр и продюсер. Более известен по озвучиванию (и захвату движения) Билла Уильямсона в игровой серии «Red Dead» от Rockstar Games.

## Биография и карьера
Стив Джей Палмер родился 8 ноября 1975 года в городе Нью-Хартфорд (штат Нью-Йорк).
Актёр провёл свои юношеские годы в городе Дейтона-Бич (Флорида), где в 1994 году окончил среднюю школу Сибриз. Окончил Университет Южной Каролины Айкена со степенью бакалавра в сфере изящных искусств, а также филиал театра «iO» в Чикаго.
В настоящее время живёт в Лос-Анджелесе, штат Калифорния.

## Фильмография

### Видеоигры
| Год  | Название              | Роль           |
| ---- | --------------------- | -------------- |
| 2010 | Red Dead Redemption   | Билл Уильямсон |
| 2018 | Red Dead Redemption 2 | Билл Уильямсон |

### Телевидение
| Год  | Название                   | Роль                      | Примечания                            |
| ---- | -------------------------- | ------------------------- | ------------------------------------- |
| 2006 | Дедвуд                     | Телохранитель             | 1 эпизод                              |
| 2006 | Emily’s Reasons Why Not    | Посетитель караоке-бара   | 1 эпизод                              |
| 2014 | Обитель лжи                | Бармен                    | 1 эпизод                              |
| 2014 | Королева Горя              | Терри Боумэн              | 1 эпизод                              |
| 2017 | Moonbound24: The Webseries | профессор Авил Солмнкрест | 1 эпизод; также продюсер (24 эпизода) |

### Фильмы
| Год  | Название                                   | Роль                      | Примечания                                |
| ---- | ------------------------------------------ | ------------------------- | ----------------------------------------- |
| 2005 | Deconstruction: House of the Future        | Строитель                 | ТВ-Фильм                                  |
| 2010 | Red Dead Redemption: Человек из Блэкуотера | Билл Уильямсон            | Короткометражный фильм в стиле «машинима» |
| 2016 | Moonbound24: The Movie                     | профессор Авил Солмнкрест | ТВ-Фильм                                  |